# L'Œuf du sorcier ou l'Œuf magique prolifique
L'Œuf du sorcier ou l'Œuf magique prolifique va ser un curtmetratge mut de 1902 dirigit per Georges Méliès. Va ser estrenat per la Star Film Company de Méliès, amb els números de catàleg 392-393. N'existeix una còpia impresa.

## Argument
L'ajudant posa l'esquelet humà sobre la taula i comença a moure's fins a convertir-se en mag. El mag evoca un ou i, després d'uns quants trucs de màgia, el col·loca cap avall sobre la taula. Aleshores fa que s'ampliï de manera que apareix un cap gegant d'una dona jove al seu lloc. Al seu costat, apareixen dos caps de dones més, que al cap d'una estona es fusionen en un, que després és substituït per un cap de follet. També finalment desapareix, transformant-se de nou en un ou que el mag s'empassa. El mag finalment s'estira a la taula, on es torna a convertir en un esquelet humà, que el seu ajudant s'emporta.